# Саличето (Франция)
Саличето (фр. Saliceto, корс. U Salgetu) — коммуна во Франции, находится в регионе Корсика. Департамент коммуны — Верхняя Корсика. Входит в состав кантона Голо-Морозалья. Округ коммуны — Корте.
Код INSEE коммуны — 2B267.

## Население
Население коммуны на 2008 год составляло 67 человек.
| 1962 | 1968 | 1975 | 1982 | 1990 | 1999 | 2008 |
| ---- | ---- | ---- | ---- | ---- | ---- | ---- |
| 72   | 85   | 71   | 69   | 52   | 47   | 67   |

## Экономика
В 2007 году среди 37 человек в трудоспособном возрасте (15—64 лет) 22 были экономически активными, 15 — неактивными (показатель активности — 59,5 %, в 1999 году было 59,4 %). Из 22 активных работали 17 человек (8 мужчин и 9 женщин), безработных было 5 (2 мужчины и 3 женщины). Среди 15 неактивных 1 человек был учеником или студентом, 9 — пенсионерами, 5 были неактивными по другим причинам.